# Placówka Straży Granicznej II linii „Chodzież”
Placówka Straży Granicznej II linii „Chodzież” – jednostka organizacyjna Straży Granicznej pełniąca służbę ochronną na granicy polsko-niemieckiej w okresie międzywojennym.

## Formowanie i zmiany organizacyjne
Rozporządzeniem Prezydenta Rzeczypospolitej Polskiej Ignacego Mościckiego z 22 marca 1928 roku, do ochrony północnej, zachodniej i południowej granicy państwa, a w szczególności do ich ochrony celnej, powoływano z dniem 2 kwietnia 1928 roku  Straż Graniczną.
W 1933 placówka Straży Granicznej II linii „Chodzież” funkcjonowała w  strukturze Inspektoratu Granicznego „Wronki”. Stacjonowała przy ul. Poznańskiej 9.

## Kierownicy/dowódcy placówki
| stopień    | imię i nazwisko | okres pełnienia służby  | kolejne stanowisko |
| ---------- | --------------- | ----------------------- | ------------------ |
| przodownik | Jan Kopniewskir | był IV 1933 i VI 1935 – |                    |